# Адвокат, Дик
Дирк (Дик) Николас Адвока́т (нидерл. Dirk (Dick) Nicolaas Advocaatо файле, МФА: [ˈdɪk ˌɑtfoˈkaːt]; род. 27 сентября 1947, Гаага) — нидерландский футболист (полузащитник) и футбольный тренер. Возглавлял сборные Нидерландов, ОАЭ, Южной Кореи, Бельгии, России, а также клубы. Главный тренер сборной Кюрасао.
Почётный гражданин Санкт-Петербурга (2008). Заслуженный тренер России (2008).

## Биография
Родился в Гааге. В качестве игрока выступал на позиции опорного полузащитника за нидерландские клубы «Ден Хааг» (с 1971 года — ФК «Ден Хааг») (1969—1973), «Рода» (1973—1976), «ВВВ-Венло» (1976—1979), «Спарта» (1980—1982), «Берхем спорт» (1982—1983), ФК «Утрехт» (1983—1984). Сезон 1979—1980 года провёл в США в клубе «Чикаго Стинг».

## Тренерская карьера

### Сборная Нидерландов
Карьеру тренера Адвокат начал в 1984 году в качестве ассистента наставника национальной сборной Нидерландов Ринуса Михелса, которого называли «Генералом», благодаря чему Адвокат получил прозвище «Маленький Генерал». В 1992 году Адвокат возглавил сборную Нидерландов, в которой до этого был ассистентом: он принял из рук Михелса команду-полуфиналиста Евро-1992, которая в полуфинале проиграла по пенальти будущим чемпионам, сборной Дании (2:2 в основное время, 4:5 по пенальти). На чемпионате мира 1994 года команда Нидерландов дошла до четвертьфинала, проиграв также будущим чемпионам, Бразилии (2:3, по ходу матча нидерландцы отыгрались со счёта 0:2).
В 2002 году Дик Адвокат вновь возглавил нидерландскую сборную и начал подготовку к чемпионату Европы. В отборочных играх сборная шла практически без поражений, но заняла второе место, уступив первенство Чехии. Соперником Нидерландов в стыковых матчах стала Шотландия: хотя первый стыковой матч в Шотландии «оранжевые» проиграли со счётом 0:1, но дома взяли убедительный разгромный реванш со счётом 6:0 и вышли на Евро. На групповом этапе нидерландцы сыграли вничью с Германией 1:1, выиграли у Латвии 3:0 и проиграли Чехии 2:3, уступив ей в группе лидерство. В итоге нидерландцы в четвертьфинале победили по пенальти сборную Швеции 5:4, а в полуфинале уступили Португалии со счётом 1:2 и стали бронзовыми призёрами.
Резонансным стал матч против Чехии: при счёте 2:1 в пользу Нидерландов Адвокат неожиданно убрал с поля Арьена Роббена и выпустил Паула Босвелта, после чего игра разладилась, а чехи забили дважды и вырвали победу. После этого в адрес Адвоката полилась грязь в прессе: замену Роббена назвали «худшей в истории футбола», а от тренера требовали не просто уйти в отставку, но и вообще покинуть страну. Некоторые журналисты угрожали линчеванием тренеру, а на пресс-конференции один из израильских журналистов иронически спросил тренера чехов Карела Брюкнера, сколько бы тот взял с Адвоката «за уроки тренерского мастерства». В дело вмешался премьер-министр Нидерландов Ян Петер Балкененде, который потребовал от прессы немедленно прекратить подобные действия, сказав, что пресса зашла слишком далеко «в своих атаках на Адвоката». Многие эксперты утверждали, что в то время Адвокат не был открыт с прессой и много её критиковал, вследствие чего журналисты после матча выместили своё недовольство и высказали всё, что думали про Адвоката.

### «Зенит» Санкт-Петербург
Летом 2006 года после неудачных игр с московскими «Спартаком» и ЦСКА петербургский «Зенит» начал искать нового тренера. Выбор пал на Дика Адвоката, подписавшего контракт 26 июня. 6 июля «Зенит» сыграл с «Динамо» нулевую ничью (это была первая игра клуба при Адвокате). После этого «Зенит» играл без поражений около трёх месяцев. Первым поражением при Адвокате стала игра со «Спартаком». Далее «Зенит» проиграл «Рубину» (0:3). В чемпионате России клуб занял четвёртое место и получил право участвовать в Кубке УЕФА.
Перед началом сезона 2007 в «Зените» сложилась непростая ситуация, связанная с выбором капитана клуба. Из-за скандала Радимов надолго сел на скамью запасных и новым капитаном стал Андрей Аршавин. Однако в этом статусе он пробыл недолго: перед домашним матчем с московским «Спартаком» в Кубке России Аршавин, Анюков и Денисов нарушили спортивный режим подготовки к игре. Дик Адвокат перевёл их в дубль, что не могло не повлиять на исход встречи — «Зенит» проиграл 1:3. В итоге выбор пал на Анатолия Тимощука. В первой половине чемпионата игра была очень нервной. Второй круг чемпионата начался с поражений от «Спартака» и «Динамо», а также ничьей с «Амкаром» (что породило слухи об отставке Адвоката). В 1/8 Кубка России «Зенит» на родном стадионе разгромил «Динамо» (9:3). После этого команда сплотилась и до окончания первенства проиграла только московскому Локомотиву в гостях, что позволило ей стать чемпионом.
Во втором отборочном раунде Кубка УЕФА «Зенит» выиграл у словацкого «ВиОна» (2:0 и 3:0). В первом круге питерцы одолели бельгийский «Стандарт» (3:0 и 1:1). «Зенит» попал в группу А, где сыграл вничью с АЗ (1:1) и «Нюрнбергом» (2:2), выиграл у греческой «Ларисы» (3:2) и проиграл «Эвертону» (0:1). «Зенит» вышел из группы третьим и попал в плей-офф. В 1/16 «Зенит» оставил позади «Вильярреал» (по сумме двух матчей счёт был 2:2, однако «зенитчики» забили гол на выезде). В 1/8 финала питерцам также помог гол на выезде и они оставили позади «Марсель». В 1/4 финала «Зенит» выиграл у «Байер 04» (4:1 и 0:1), далее сенсационно разгромил мюнхенскую «Баварию» (1:1 и 4:0). Таким образом «Зенит» вышел в финал Кубка УЕФА. Там он встретился с «Рейнджерс» (который также ранее тренировал Адвокат) и одержал победу 2:0.
В Кубке России «Зенит» выступил неудачно, вылетев на стадии 1/16 после проигрыша «Сибири» (0:1).
29 августа 2008 года «Зенит» в Суперкубке УЕФА обыграл победителя Лиги чемпионов «Манчестер Юнайтед» со счётом 2:1. Авторами голов стали Павел Погребняк и Данни.
Чемпионат России 2008 «Зенит» начал, сыграв на ничью со Спартаком (0:0). В целом чемпионат выдался очень тяжелым: «Зенит» свел на ничью почти все игры с командами, которые находились в середине таблицы и проигрывал фаворитам чемпионата. По итогам чемпионата клуб занял пятое место и попал в розыгрыш Лиги Европы.
В Лиге чемпионов «Зенит» проиграл «Ювентусу» (0:1 и 0:0), мадридскому «Реалу» (1:2 и 0:3) и выиграл у белорусского БАТЭ (1:1 и 2:0). По итогам группового этапа «Зенит» занял третье место в группе и отправился в плей-офф последнего розыгрыша Кубка УЕФА.
В плей-офф Кубка УЕФА клуб одолел немецкий «Штутгарт» (в обоих матчах 2:1). В 1/8 попал на итальянский «Удинезе» и уступил 0:2 и 1:0.
Сезон 2009 года Адвокат начал без своего лучшего игрока: Андрея Аршавина, который перешёл в лондонский «Арсенал». После первого круга Чемпионата России «Зенит» закрепился в центре турнирной таблицы. Второй же круг Адвокат «доиграть» так и не успел.
9 августа «Зенит» в домашнем матче проиграл «Томи» (0:2). Утром следующего дня Адвокат был отправлен в отставку.

### Сборная России
Весной 2010 года появились слухи о том, что Адвоката пригласили на пост главного тренера сборной России на место Гуса Хиддинка. В апреле Адвокат досрочно расторгнул договор с бельгийской сборной. В случае назначения на пост тренера российской сборной Адвокат должен был выплатить Бельгии около 300 тысяч евро отступных. 17 мая Адвокат возглавил сборную России. Контракт был подписан на 4 года по схеме 2+2; заработная плата нидерландского тренера составляет 5 млн евро в год плюс бонусы за удачные выступления команды. Первой игрой, проведённой сборной России под руководством Адвоката, стала товарищеская встреча с командой Болгарии 11 августа 2010 года на стадионе «Петровский» (Санкт-Петербург), которая завершилась со счётом 1:0 в пользу российской сборной.
Отбор на Евро-2012 при Адвокате начался 3 сентября 2010 года с гостевой победы над Андоррой со счётом 2:0. 7 сентября в домашнем матче со Словакией Россия потерпела первое при Адвокате поражение с результатом 0:1. Далее было одержано две гостевые победы: 8 октября над сборной Ирландии 3:2 и 12 октября в матче с Македонией (1:0). 17 ноября Россия со счётом 0:2 уступила в Воронеже предыдущим подопечным Адвоката — Бельгии. Это был первый матч, в котором Адвокат вызвал новых для сборной игроков: Виктора Васина и Павла Мамаева. После невыразительных игр против Ирана и Катара, ознаменовавших начало 2011 года в адрес Адвоката вылилось много критики, однако о его отставке речи не заходило. Матчи со сборной Армении также выдались нелёгкими для сборной России (0:0 и 3:1), потом была скромная победа над Македонией (1:0) и ничья с Ирландией (0:0). 7 октября в ответственном матче была обыграна Словакия — 1:0. 11 октября сборная России переиграла Андорру 6:0, что гарантировало ей попадание на Евро 2012 с первого места в группе. Завершила 2011 год сборная России товарищеским матчем с Грецией — 1:1.
2012 год Россия начала с победы над сборной Дании (2:0). В этом матче впервые за два с половиной года сумел отличиться забитым голом капитан сборной Андрей Аршавин. Помимо этого с 2003 года российская сборная сумела выиграть в первом товарищеском матче года. 30 апреля Адвокат объявил о том, что покинет сборную после Евро-2012, не пожелав продлевать контракт с РФС. Во время подготовки к Евро сборная России провела товарищеские матчи с Уругваем (1:1), Литвой (0:0) и Италией (3:0). После этого сборная России отправилась в Польшу на Евро-2012. К тому времени беспроигрышная серия сборной составляла 14 матчей. Первый матч в рамках финальной стадии турнира сборная России выиграла у сборной Чехии со счётом 4:1, потом была тяжёлая ничья с Польшей (1:1) и поражение от греков — 0:1. В итоге сборная России заняла третье место в группе и покинула турнир, а Адвокат покинул пост тренера. При этом в 2019 году Адвокат выступил с заявлением, противоречившим его словам от 30 апреля 2012 года, и сказал, что его «выкинули из сборной России» по требованию РФС, но не знает подлинную причину.

### ПСВ (Эйндховен)
10 мая 2012 года Адвокат подписал контракт на один год с нидерландским клубом ПСВ (Эйндховен). При этом одновременно у Адвоката действовал контракт со сборной России, который заканчивался 15 июля. По окончании контракта в мае 2013 года Адвокат не стал продлевать соглашение и покинул клуб. В национальном первенстве ПСВ под руководством Адвоката занял второе место и проиграл в финале Кубка Нидерландов, но выиграл Суперкубок Нидерландов. После ухода Адвоката ПСВ возглавил бывший полузащитник сборной Нидерландов Филлип Коку, входивший в тренерский штаб Адвоката. Коку ранее уже исполнял обязанности главного тренера ПСВ с марта по июнь 2012 года, пока Адвокат руководил сборной России на Чемпионате Европы 2012.

### АЗ (Алкмар)
В сезоне 2009/2010, параллельно работе в сборной Бельгии, Адвокат занимал должность главного тренера нидерландского АЗ (Алкмар). В октябре 2013 года Адвокат вновь возглавил этот клуб, сменив ранее заменившего его на этом посту Герта-Яна Вербека.
Соглашение АЗ с Адвокатом было рассчитано до конца сезона 2013/2014. Под его руководством клуб дошёл до стадии 1/4 финала Лиги Европы, где по сумме двух матчей уступил лиссабонской «Бенфике» 0:3.

### Сборная Сербии
В июле 2014 года возглавил сборную Сербии, подписав контракт на два года (вплоть до окончания чемпионата Европы 2016 года) с задачей вывести команду на европейское первенство. Покинул свой пост на следующий день после домашнего поражения 14 ноября 2014 года от сборной Дании (1:3) в рамках отборочного турнира Евро-2016, в котором сербы под руководством Адвоката набрали одно очко в трёх матчах.

### «Сандерленд»
17 марта 2015 года возглавил английский «Сандерленд». Начал работу с поражения от «Вест Хэм Юнайтед» со счётом 0:1, но в итоге сумел спасти команду от вылета из АПЛ — занял 16-е место. 27 мая подал в отставку с поста главного тренера, однако вскоре его контракт был продлён ещё на год. 4 октября 2015 года окончательно подал в отставку с поста главного тренера.

### «Фенербахче»
17 августа 2016 года после непродолжительного пребывания (с мая 2016 года) в тренерском штабе Данни Блинда в сборной Нидерландов был назначен главным тренером турецкого «Фенербахче». Контракт был подписан на 1 год. 21 августа «Фенербахче» провёл первую официальную игру под руководством Адвоката, проиграв «Истанбулу Башакшехиру» со счётом 0:1. В 1/16 финала Лиги Европы «Фенербахче» проиграл российскому «Краснодару» (0:1, 1:1). В марте Адвокат заявлял о намерении завершить карьеру по окончании сезона-2016/17.

### Сборная Нидерландов
9 мая 2017 года 69-летний Адвокат был назначен на пост главного тренера сборной Нидерландов, став на тот момент самым возрастным наставником главной команды своей страны. К своим обязанностям приступил с 30 июня 2017 года. Сборная Нидерландов не смогла квалифицироваться на ЧМ-2018, и после товарищеских матчей со сборными Шотландии (1:0) и Румынии (3:0) Дик Адвокат покинул сборную. Тем не менее именно под его руководством «оранжевые» одержали наибольшее количество побед.

### «Спарта» (Роттердам), «Утрехт»
В конце 2017 года возглавил находившуюся на последнем месте в чемпионате Нидерландов роттердамскую «Спарту». По итогам сезона «Спарта» не смогла удержать место в высшем дивизионе, уступив его по итогам переходного турнира. В сезоне-2018/19 с 17 сентября 2018 года тренировал «Утрехт». Под руководством Адвоката в финале плей-офф за попадание в Лигу Европы «Утрехт» обыграл «Витесс» (1:1, 2:0).

### «Фейеноорд»
30 октября 2019 года назначен главным тренером «Фейеноорда». Контракт был подписан до конца сезона 2019/20. В чемпионате Адвокат поднял команду с 12-го места на 3-е, и в апреле 2020 года контракт был продлён ещё на один сезон. 23 мая 2021 года Дик Адвокат завершил карьеру тренера после матча с «Утрехтом».

### Сборная Ирака
31 июля 2021 года возглавил сборную Ирака, несмотря на предварительные планы о завершении тренерской карьеры.

## Достижения
В качестве игрока

АДО Ден Хааг
- Бронзовый призёр чемпионата Нидерландов: 1970/71

В качестве тренера
Нидерланды
- Бронзовый призёр чемпионата Европы: 2004
- Четвертьфиналист чемпионата мира: 1994

Южная Корея
- Участник чемпионата мира: 2006

ПСВ
- Чемпион Нидерландов: 1996/97
- Обладатель Кубка Нидерландов: 1995/96
- Обладатель Суперкубка Нидерландов: 1996, 1997, 2012

Рейнджерс
- Чемпион Шотландии: 1998/99, 1999/2000
- Обладатель Кубка Шотландии: 1998/99, 1999/2000
- Обладатель Кубка шотландской Лиги: 1999

Зенит
- Чемпион России: 2007
- Обладатель Суперкубка России: 2008
- Обладатель Кубка УЕФА: 2007/08
- Обладатель Суперкубка УЕФА: 2008

## Награды

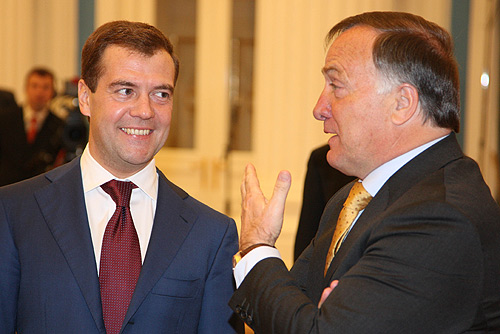
Президент России Дмитрий Медведев беседует с Диком Адвокатом во время встречи с игроками футбольной команды «Зенит» в Кремле (16 мая 2008)

- Почётный гражданин Санкт-Петербурга (2008) — за выдающийся вклад в повышение роли и авторитета Санкт-Петербурга в России и за рубежом, развитие спорта в Санкт-Петербурге[51]
- Лучший в спорте Санкт-Петербурга (2007) — за значительный вклад в развитие спорта Санкт-Петербурга[52]
- Награда «РусПри Эворд» (2008) — за личный вклад в развитие российского спорта[53][54]
- Заслуженный тренер России (25 декабря 2008) — за заслуги в области физической культуры и спорта[55]
- Тренер года по версии Шотландской ассоциации футбольных журналистов (англ. SFWA Manager of the Year) — 1998/1999 и 1999/2000 (единственный небританец, дважды получавший эту награду)
- Тренер года в России (в сезоне 2008).
- 2-е место в списке лучших клубных тренеров мира в 2008 году по версии МФФИИС[56].

## Факты
- В тренерской карьере Адвоката был целый ряд ситуаций, когда он возглавлял команду всего на несколько месяцев, после чего он покидал её: со сборной ОАЭ он работал менее 2 месяцев (июль — сентябрь 2005 года), мёнхенгладбахскую «Боруссию» возглавлял 5,5 месяцев (ноябрь 2004 — апрель 2005), сборную Бельгии — 6,5 месяцев (октябрь 2009 — апрель 2010), сборную Южной Кореи — 9 месяцев (октябрь 2005 — июль 2006).
- Выиграв с «Зенитом» чемпионат России по футболу 2007 года, Адвокат стал первым тренером-иностранцем, сумевшим одержать победу в этом турнире.
- 28 мая 2008 года Дику Адвокату присвоили звание почётного гражданина Санкт-Петербурга[57]. Причём для этого городскому парламенту пришлось издать специальный закон персонально для тренера, так как присвоить Дику Адвокату звание почётного гражданина «на общих основаниях» закон не позволял[58][59][60].

## Тренерская статистика
| Команда             | Начало работы    | Окончание работы | Результаты | Результаты | Результаты | Результаты | Результаты |
| Команда             | Начало работы    | Окончание работы | И          | В          | Н          | П          | В %        |
| ------------------- | ---------------- | ---------------- | ---------- | ---------- | ---------- | ---------- | ---------- |
| Харлем              | 1 июля 1987      | 30 июня 1989     | 68         | 25         | 17         | 26         | 36.76      |
| СВВ                 | 1 июля 1989      | 30 июня 1991     | 70         | 34         | 14         | 22         | 48.57      |
| Дордрехт            | 1 июля 1991      | 22 августа 1992  | 34         | 9          | 7          | 18         | 26.47      |
| Сборная Нидерландов | 7 сентября 1992  | 15 декабря 1994  | 26         | 15         | 6          | 5          | 57.69      |
| ПСВ                 | 16 декабря 1994  | 30 июня 1998     | 152        | 100        | 29         | 23         | 65.79      |
| Рейнджерс           | 1 июля 1998      | 12 декабря 2001  | 194        | 131        | 30         | 33         | 67.53      |
| Сборная Нидерландов | 25 января 2002   | 6 июля 2004      | 29         | 16         | 7          | 6          | 55.17      |
| Боруссия (М)        | 2 ноября 2004    | 18 апреля 2005   | 18         | 4          | 6          | 8          | 22.22      |
| Сборная ОАЭ         | 17 июля 2005     | 13 сентября 2005 | 2          | 1          | 0          | 1          | 50.00      |
| Сборная Южной Кореи | 1 октября 2005   | 9 июля 2006      | 21         | 11         | 5          | 5          | 52.38      |
| Зенит               | 27 июня 2006     | 9 августа 2009   | 129        | 63         | 39         | 27         | 48.84      |
| Сборная Бельгии     | 1 октября 2009   | 15 апреля 2010   | 5          | 3          | 0          | 2          | 60.00      |
| АЗ                  | 6 декабря 2009   | 1 июля 2010      | 20         | 11         | 5          | 4          | 55.00      |
| Сборная России      | 1 июля 2010      | 1 июля 2012      | 23         | 12         | 7          | 4          | 52.17      |
| ПСВ                 | 1 июля 2012      | 1 июня 2013      | 49         | 32         | 4          | 13         | 65.31      |
| АЗ                  | 16 октября 2013  | 3 мая 2014       | 39         | 14         | 12         | 13         | 35.90      |
| Сборная Сербии      | 1 августа 2014   | 15 ноября 2014   | 3          | 0          | 2          | 1          | 0.00       |
| Сандерленд          | 17 марта 2015    | 4 октября 2015   | 20         | 4          | 6          | 10         | 20,00      |
| Фенербахче          | 17 августа 2016  | 4 июня 2017      | 55         | 30         | 15         | 10         | 54,54      |
| Сборная Нидерландов | 6 июня 2017      | 30 ноября 2017   | 9          | 8          | 0          | 1          | 88,89      |
| Спарта (Роттердам)  | 25 декабря 2017  | 30 июня 2018     | 21         | 6          | 3          | 12         | 28.57      |
| Утрехт              | 12 сентября 2018 | 1 июля 2019      | 36         | 18         | 7          | 11         | 50.00      |
| Фейеноорд           | 30 октября 2019  | 23 мая 2021      | 66         | 36         | 18         | 12         | 54.55      |
| Сборная Ирака       | 31 июля 2021     | 23 ноября 2021   | 6          | 0          | 4          | 2          | 0.00       |
| АДО Ден Хааг        | 28 ноября 2022   | 30 июня 2023     | 25         | 11         | 8          | 6          | 44.00      |
| Сборная Кюрасао     | 15 января 2024   | н.в.             | 8          | 6          | 1          | 1          | 75.00      |
| Всего               | Всего            | Всего            | 1150       | 606        | 266        | 268        | 52,54      |